# Adélaïde Gory-Decour
Adélaïde Gory-Decour ou Gory de Court, est une écrivaine française, née à Paris vers 1759, et morte à Clamecy (Nièvre) le 20 janvier 1825.

## Biographie
Née à Paris, vers 1759, d'un père marchand de bois, originaire de Morvan, seigneur du fief de Chaumotte, au finage de Saint-Hilaire-en-Morvan. Elle reçoit une bonne éducation, cultivant la bonne société, la musique et la peinture. Sa conversation agréable et son esprit vif la font apprécier de tous.
Sa sœur aînée d'une grande beauté avait épousé M. de Limanton, intendant de feue la Louise d'Aumont, duchesse de Mazarin. Les deux sœurs emménagèrent à Tannay où M. de Limanton possédait des biens. Désirant être plus libre, Adélaïde décide ultérieurement de s'installer à Nevers, où elle se fait beaucoup d'amies. Puis désirant se rapprocher de sa sœur et de sa nièce (Adélaïde de Limanton de Jaugy qui avait épousé, en 1803, le comte Louis-Jacques Henry de Chabannes), elle s'installe à Clamecy.
Elle y meurt le 20 janvier 1825, regrettée de tous, car d'un caractère d'une grande bonté et pour les charmes de sa société. Monsieur de Chabannes meurt la même année.

## Œuvres
- Les Frères jumeaux, ou la ressemblance conte moral, Paris, Pigoreau, 1814 1 vol., 331. p., Imprimerie Lefebvre jeune in-12°
- Les Montagnes de Brunswick, conte historique, imité de l'allemand, Paris éd, G. C. Hubert, Paris, 1823, 4 vol, in-12°.
- Netta, ou les suites de la haine, Paris, Lecointe et Duret, 1823 ; 3 vol, in-12°.
- Les Vampires
- Edouard et Malvina, éd. Lecointe & Durey, Paris, 1824, 4 vol. [lire en ligne]
- Les Enfants trouvés, Paris, 1827, 2.vol ; in-8°.